# Vincentas Sladkevičius
Vincentas Sladkevičius, né le 20 août 1920 à  Žasliai en Lituanie et décédé le 28 mai 2000 à Kaunas (Lituanie), était prêtre marianiste lituanien, archevêque de Kaunas de 1989 à 1996. Il fut créé cardinal en 1988. Grand-croix de l'ordre de Vytautas le Grand le 21 août 1998.

## Biographie

### Prêtre
Sorti du séminaire de l'Archidiocèse de Kaunas et diplômé de la faculté théologique de l'université Vytautas-Magnus, Vincentas Sladkevičius est ordonné prêtre le 25 mars 1944 pour la Congrégation des Pères marianistes de l'Immaculée Conception de la Très Sainte Vierge Marie (M.I.C.).

### Évêque
Nommé évêque auxiliaire de Kaišiadorys le 14 novembre 1957 avec le titre d'évêque titulaire d'Abora (de), il est consacré le 25 décembre suivant, en secret, par Teofilius Matulionis. Le 15 juillet 1982, il est nommé administrateur apostolique de ce même diocèse.
Enfin, le 10 mars 1989, il devient archevêque de Kaunas, charge qu'il assume jusqu'au 4 mai 1996, date à laquelle il se retire ayant atteint l'âge de 75 ans.

### Cardinal
Jean-Paul II le crée cardinal le 28 juin 1988 avec le titre de cardinal-prêtre de Spirito Santo alla Ferratella.

## Succession apostolique
Vincentas Sladkevičius a ordonné les évêques suivants :
- Évêque Juozapas Matulaitis-Labukas (lt) (1989)
- Évêque Juozas Žemaitis (de), M.I.C. (1989)
- Cardinal Sigitas Tamkevičius, S.I. (1991)
- Évêque Juozas Tunaitis (lt) (1991)